# Corrida Internacional de São Silvestre de 1948
A Corrida Internacional de São Silvestre de 1948 foi a 24ª edição da prova de rua, realizada no dia 31 de dezembro de 1948, no centro da cidade de São Paulo, a largada aconteceu as 23h46m, a prova foi de organização da Cásper Líbero e A Gazeta Esportiva.
O vencedor foi o chileno Raul Inostroza, com o tempo de 22m18.

## Percurso
Em frente ao Estádio do Pacaembu até o Clube de Regatas Tietê, com 7.000 metros.

## Resultados

#### Masculino
- 1º Raul Inostroza (Chile) - 22m18s

### Participações
- Participantes: 1678 atletas
- Chegada: 765 atletas.[3]

## Ligações Externas
- Sítio Oficial (em português)